# NASCAR Cup Series 2020
Navigation
2019 2021
Le NASCAR Cup Series 2020 est la 72e édition du championnat organisée par la NASCAR aux États-Unis et la 49e édition saison de l'ère moderne.
La saison débutera sur le circuit du Daytona International Speedway avec l'Advance Auto Parts Clash, le Bluegreen Vacations Duel (course de qualification) et le 62e Daytona 500. La saison régulière se terminera avec le Coke Zero Sugar 400 de Daytona le 29 août. Les playoffs se termineront le 8 novembre avec l'ISM Raceway. Il s'agira de la première saison avec plusieurs sponsors, la NASCAR ayant rejeté l'offre de la société Monster Energy qui désirait prolonger son parrainage. Cette saison devait initialement être la dernière avec les voitures de 6e génération (Gen-6 car), mais la pandémie de Covid-19 ayant perturbé la saison (absence d'essais avant chaque course), l'organisme certificateur a repoussé la voiture Next Gen (anciennement Gen-7) à la saison 2022,.
Le 5 décembre 2019, la NASCAR dévoile les quatre principaux sponsors de la saison 2020 à savoir les sociétés :
- Busch Beer sponsorisera la pole position et une course ;
- Coca-Cola présentera le trophée de la saison régulière et sponsorisera deux courses (Charlotte et Daytona) ;
- GEICO sponsorisera une phase du championnat ;
- Xfinity en plus d'être le sponsor principal des Xfinity Series sera sponsor de la course de Martinsville (avant-dernière course de la saison).

La saison 2020 devrait être la dernière pour le septuple champion Jimmie Johnson, ainsi que pour Brendan Gaughan (en). Cette saison sera la première depuis 2002 sans Jamie McMurray et depuis 2004 sans Paul Menard.
Le 12 mars 2020, à la suite de la pandémie de Covid-19, la NASCAR annonce que les courses Folds of Honor QuikTrip 500 sur le circuit Atlanta Motor Speedway et Dixie Vodka 400 sur le circuit Homestead-Miami Speedway se dérouleraient sans public mais décide finalement en date du 13 mars de les reporter à des dates non encore fixées. Néanmoins, le 16 mars 2020, la NASCAR annonce que toutes les courses prévues jusqu'au 3 mai sont reportées à la suite de cette pandémie. Le 17 avril 2020, la NASCAR annonce que le STP 500 prévu le 9 mai sur le circuit de Martinsville est également reporté.
Lorsque la saison a été suspendue en raison du coronavirus, des pilotes de toutes les séries NASCAR, y compris la plupart des pilotes de la Cup Series, ont participé à la eNASCAR iRacing Pro Invitational Series (en). Alors que la reprise est attendue pour le 17 mai à Darlington, sous réserve des conditions sanitaires suffisamment favorables, la NASCAR annonce en avril, que toutes les courses prévues jusqu'au 27 mai se feront à huis clos, sans aucun spectateur,.

## Les quatre premiers de 2020

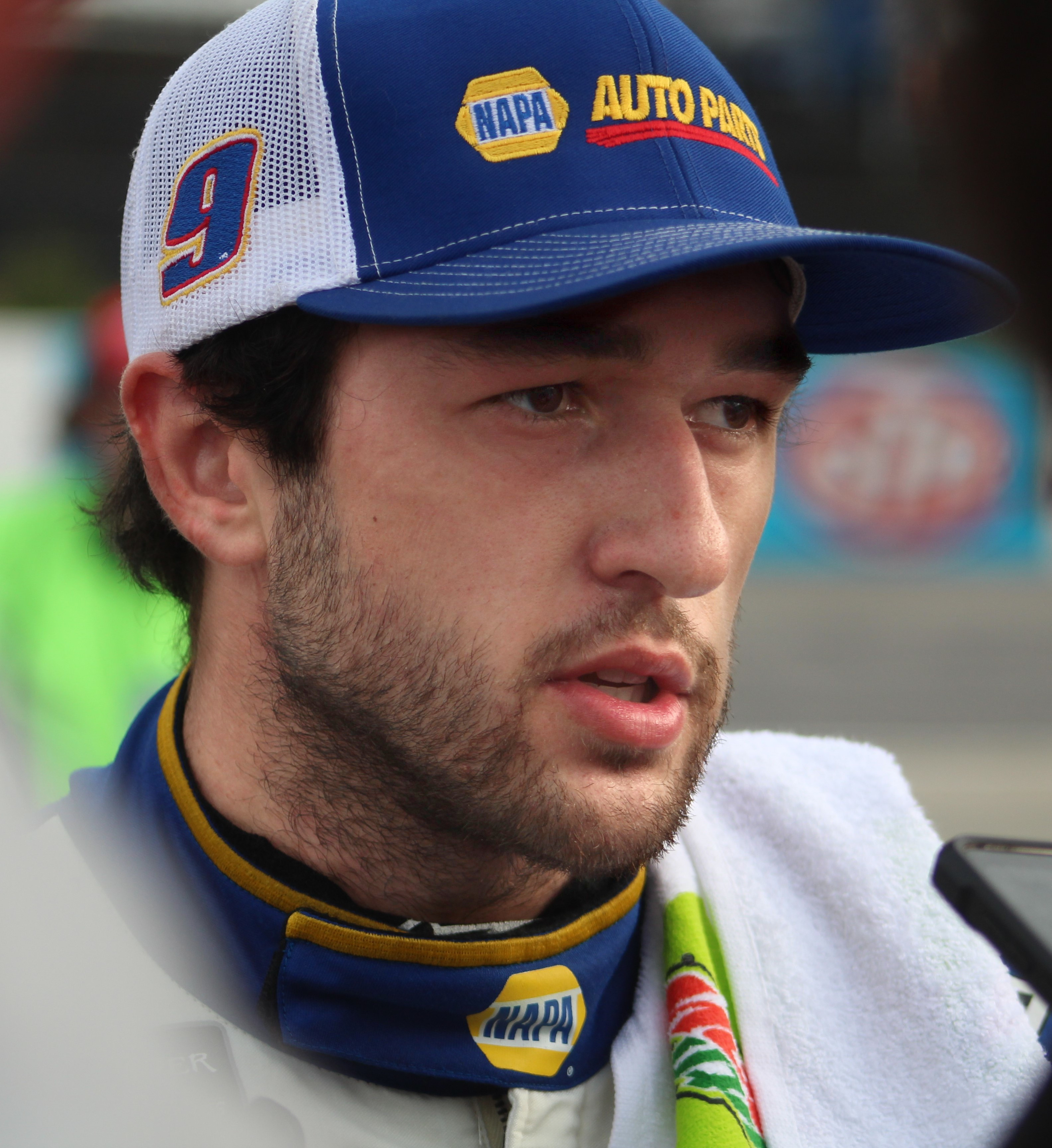
Chase Elliott vainqueur 2020.
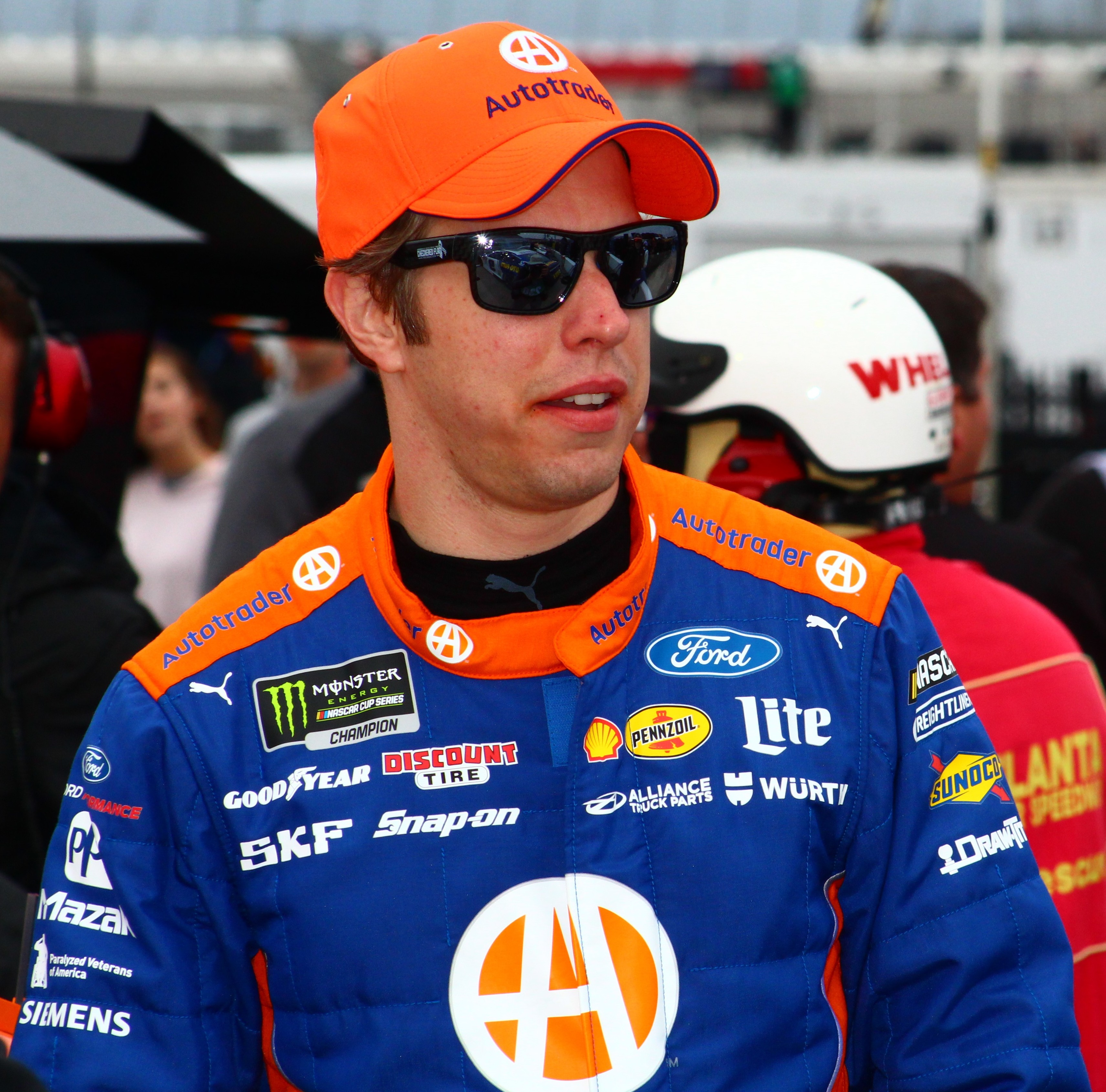
Brad Keselowski, 2e à 5 points.
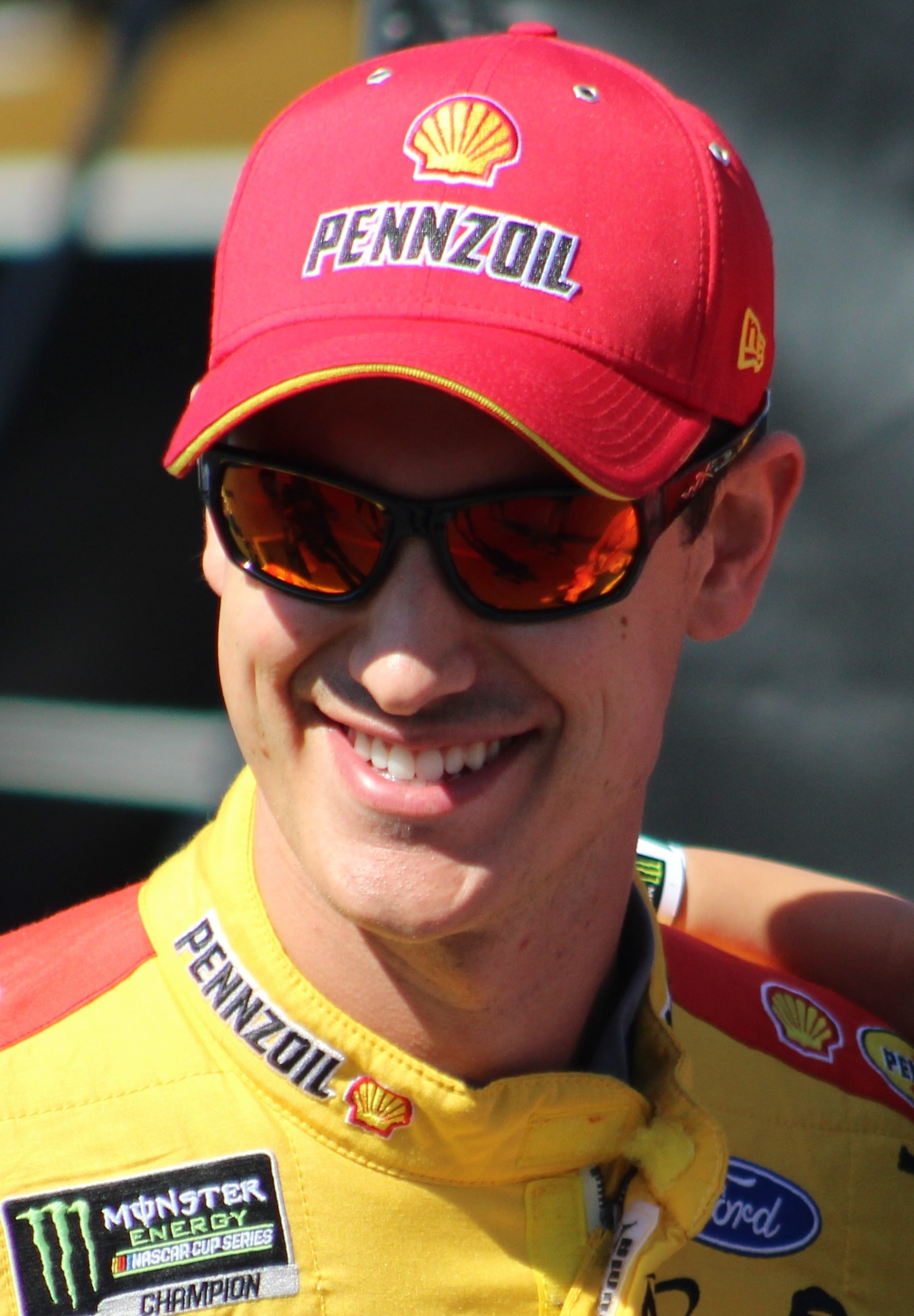
Joey Logano, 3e à 6 points.
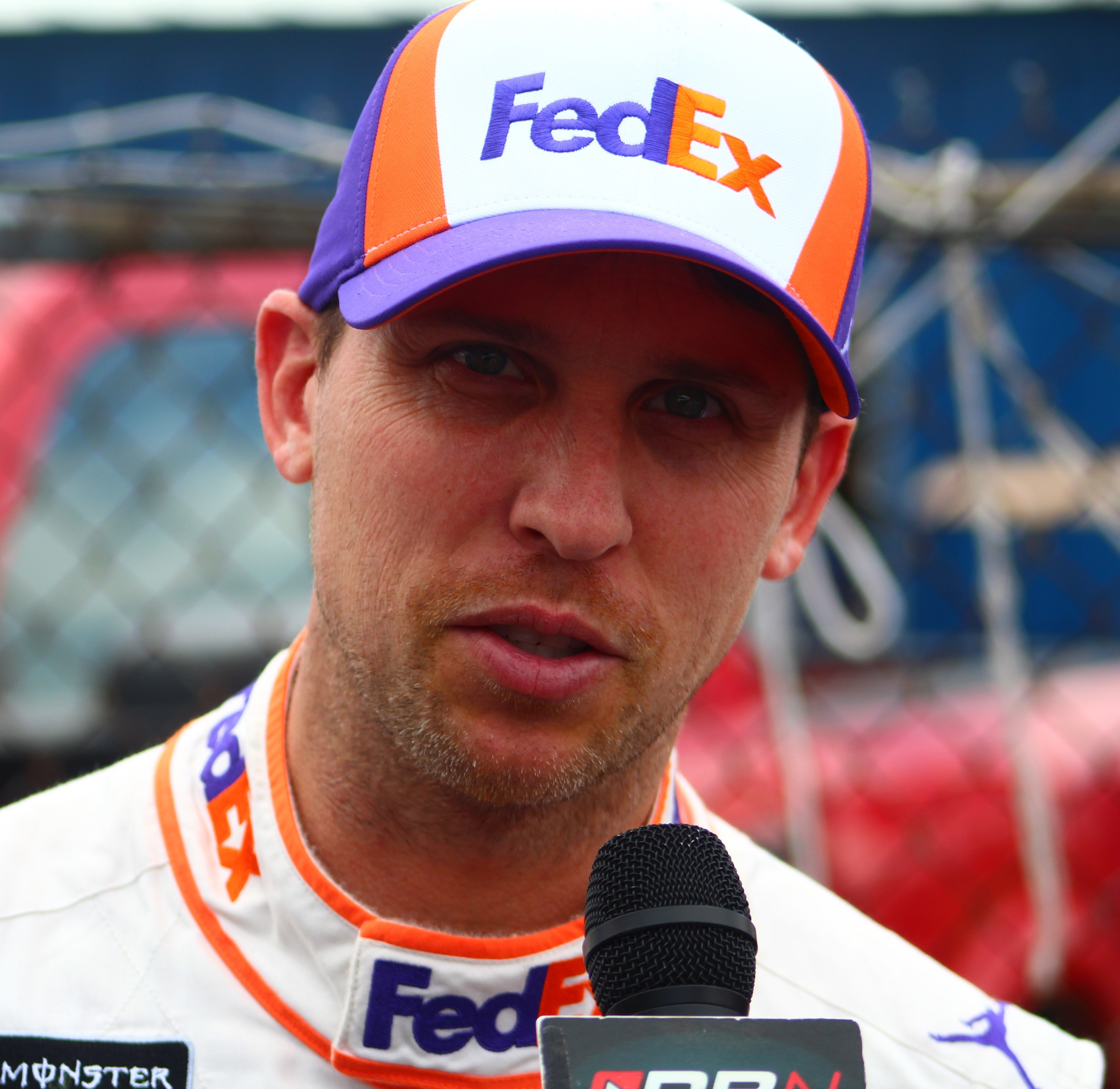
Denny Hamlin, 4e à 13 points.

## Les équipes et leurs pilotes
| Icône | Légende    |
| ----- | ---------- |
| R     | Rookie Cup |

### Équipes affrétées
| Manufacturier        | Écurie                     | Numéro     | Pilote                   | Chef d'équipe                                                                                         |
| -------------------- | -------------------------- | ---------- | ------------------------ | --- |
| Chevrolet            | StarCom Racing (en)        | 00         | Quin Houff (en) R        | George Church                                                                                         |
| Chevrolet            | Chip Ganassi Racing        | 1          | Kurt Busch               | Matt McCall                                                                                           |
| Chevrolet            | Chip Ganassi Racing        | 42         | Kyle Larson 4            | Chad Johnston 20 Phil Surgen 16                                                                       |
| Chevrolet            | Chip Ganassi Racing        | 42         | Matt Kenseth 32          | Chad Johnston 20 Phil Surgen 16                                                                       |
| Chevrolet            | Hendrick Motorsports       | 9          | Chase Elliott            | Alan Gustafon                                                                                         |
| Chevrolet            | Hendrick Motorsports       | 24         | William Byron R          | Chad Knaus 35 Keith Rodden 1                                                                          |
| Chevrolet            | Hendrick Motorsports       | 48         | Jimmie Johnson           | Cliff Daniels                                                                                         |
| Chevrolet            | Hendrick Motorsports       | 48         | Justin Allgaier (en) 1   | Cliff Daniels                                                                                         |
| Chevrolet            | Hendrick Motorsports       | 88         | Alex Bowman              | Greg Ives                                                                                             |
| Chevrolet            | JTG Daugherty Racing       | 37         | Ryan Preece              | Trent Owens 35 Brian Burns 1                                                                          |
| Chevrolet            | JTG Daugherty Racing       | 47         | Ricky Stenhouse Jr.      | Brian Pattie 35 Eddie Pardue 1                                                                        |
| Chevrolet            | Richard Childress Racing   | 3          | Austin Dillon 35         | Justin Alexander                                                                                      |
| Chevrolet            | Richard Childress Racing   | 3          | Kaz Grala (en) 1         | |
| Chevrolet            | Richard Childress Racing   | 8          | Tyler Reddick R          | Randall Burnett                                                                                       |
| Chevrolet            | Germain Racing (en)        | 13         | Ty Dillon                | Matt Borland                                                                                          |
| Chevrolet            | Premium Motorsports (en)   | 15         | Brennan Poole (en) R     | Pat Tryson                                                                                            |
| Chevrolet            | Premium Motorsports (en)   | 15         | J. J. Yeley 1            | Pat Tryson                                                                                            |
| Chevrolet            | Richard Petty Motorsports  | 43         | Darrell Wallace Jr.      | Jerry Baxter 35Joey Forgette 1                                                                        |
| Chevrolet            | Spire Motorsports (en)     | 77         | Ross Chastain 5          | Tommy Baldwin Jr. 1 Peter Sospenzo 33 James Pohlman 1 Thomas Tucker 1                                 |
| Chevrolet            | Spire Motorsports (en)     | 77         | Reed Sorenson 12         | Tommy Baldwin Jr. 1 Peter Sospenzo 33 James Pohlman 1 Thomas Tucker 1                                 |
| Chevrolet            | Spire Motorsports (en)     | 77         | J. J. Yeley 6            | Tommy Baldwin Jr. 1 Peter Sospenzo 33 James Pohlman 1 Thomas Tucker 1                                 |
| Chevrolet            | Spire Motorsports (en)     | 77         | Garrett Smithley (en) 5  | Tommy Baldwin Jr. 1 Peter Sospenzo 33 James Pohlman 1 Thomas Tucker 1                                 |
| Chevrolet            | Spire Motorsports (en)     | 77         | B. J. McLeod (en) 2      | Tommy Baldwin Jr. 1 Peter Sospenzo 33 James Pohlman 1 Thomas Tucker 1                                 |
| Chevrolet            | Spire Motorsports (en)     | 77         | James Davison 2          | Tommy Baldwin Jr. 1 Peter Sospenzo 33 James Pohlman 1 Thomas Tucker 1                                 |
| Chevrolet            | Spire Motorsports (en)     | 77         | Josh Bilicki (en) 2      | Tommy Baldwin Jr. 1 Peter Sospenzo 33 James Pohlman 1 Thomas Tucker 1                                 |
| Chevrolet            | Spire Motorsports (en)     | 77         | Stanton Barrett 1        | Tommy Baldwin Jr. 1 Peter Sospenzo 33 James Pohlman 1 Thomas Tucker 1                                 |
| Chevrolet            | Spire Motorsports (en)     | 77         | Justin Haley 1           | Tommy Baldwin Jr. 1 Peter Sospenzo 33 James Pohlman 1 Thomas Tucker 1                                 |
|                      |                            |            |                          | |
| Ford                 | Front Row Motorsports      | 34         | Michael McDowell         | Drue Blickensderfer                                                                                   |
| Ford                 | Front Row Motorsports      | 38         | John Hunter Nemechek R   | Seth Barbour                                                                                          |
| Ford                 | Go Fas Racing (en)         | 32         | Corey LaJoie             | Ryan Sparks 34 Roy Gangdal 2                                                                          |
| Ford                 | Roush Fenway Racing        | 6          | Ryan Newman 33           | Scott Graves                                                                                          |
| Ford                 | Roush Fenway Racing        | 6          | Ross Chastain 3          | Scott Graves                                                                                          |
| Ford                 | Roush Fenway Racing        | 17         | Chris Buescher           | Luke Lambert                                                                                          |
| Ford                 | Stewart-Haas Racing        | 4          | Kevin Harvick            | Rodney Childers                                                                                       |
| Ford                 | Stewart-Haas Racing        | 10         | Aric Almirola            | Mike Bugarewicz                                                                                       |
| Ford                 | Stewart-Haas Racing        | 14         | Clint Bowyer             | Johnny Klausmeier 34 Greg Zipadelli 1                                                                 |
| Ford                 | Stewart-Haas Racing        | 41         | Cole Custer (IR)         | Mike Shiplett                                                                                         |
| Ford                 | Team Penske                | 2          | Brad Keselowski          | Jeremy Bullins                                                                                        |
| Ford                 | Team Penske                | 12         | Ryan Blaney              | Todd Gordon 35 Travis Geisler 1                                                                       |
| Ford                 | Team Penske                | 22         | Joey Logano              | Paul Wolfe                                                                                            |
| Ford                 | Wood Brothers Racing       | 21         | Matt DiBenedetto (en)    | Greg Erwin                                                                                            |
|                      |                            |            |                          | |
| Toyota               | Joe Gibbs Racing           | 11         | Denny Hamlin             | Chris Gabehart 52 Sam McAulay 4                                                                       |
| Toyota               | Joe Gibbs Racing           | 18         | Kyle Busch               | Adam Stevens 35 Jacob Canter 1                                                                        |
| Toyota               | Joe Gibbs Racing           | 19         | Martin Truex Jr.         | James Small                                                                                           |
| Toyota               | Joe Gibbs Racing           | 20         | Erik Jones               | Chris Gayle                                                                                           |
| Toyota               | Leavine Family Racing (en) | 95         | Christopher Bell R       | Jason Ratcliff                                                                                        |
|                      |                            |            |                          | |
| Chevrolet 7 Ford 29  | Petty Ware Racing          | 51         | Joey Gase (en) 28        | Jason Houghtaling 20 Lee Leslie 8 Tommy Baldwin Jr. 1 Jason Miller 2 Todd Parrott 3 Mike Hillman Sr.2 |
| Chevrolet 7 Ford 29  | Petty Ware Racing          | 51         | Garrett Smithley (en) 3  | Jason Houghtaling 20 Lee Leslie 8 Tommy Baldwin Jr. 1 Jason Miller 2 Todd Parrott 3 Mike Hillman Sr.2 |
| Chevrolet 7 Ford 29  | Petty Ware Racing          | 51         | James Davison 4          | Jason Houghtaling 20 Lee Leslie 8 Tommy Baldwin Jr. 1 Jason Miller 2 Todd Parrott 3 Mike Hillman Sr.2 |
| Chevrolet 7 Ford 29  | Petty Ware Racing          | 51         | Josh Bilicki (en) 1      | Jason Houghtaling 20 Lee Leslie 8 Tommy Baldwin Jr. 1 Jason Miller 2 Todd Parrott 3 Mike Hillman Sr.2 |
| Chevrolet 4 Ford 31  | Rick Ware Racing           | 52 4 27 32 | B. J. McLeod (en) 1      | Jason Houghtaling 1 Mike Hillman Sr. 33 Todd Parrott 2                                                |
| Chevrolet 4 Ford 31  | Rick Ware Racing           | 52 4 27 32 | J. J. Yeley 24           | Jason Houghtaling 1 Mike Hillman Sr. 33 Todd Parrott 2                                                |
| Chevrolet 4 Ford 31  | Rick Ware Racing           | 52 4 27 32 | Gray Gaulding (en) 9     | Jason Houghtaling 1 Mike Hillman Sr. 33 Todd Parrott 2                                                |
| Chevrolet 4 Ford 31  | Rick Ware Racing           | 52 4 27 32 | Josh Bilicki (en) 1      | Jason Houghtaling 1 Mike Hillman Sr. 33 Todd Parrott 2                                                |
| Chevrolet 4 Ford 31  | Rick Ware Racing           | 52 4 27 32 | Cody Ware 1              | Jason Houghtaling 1 Mike Hillman Sr. 33 Todd Parrott 2                                                |
| Ford 11 Chevrolet 25 | Rick Ware Racing           | 53         | David Ragan 1            | Derrick Finley                                                                                        |
| Ford 11 Chevrolet 25 | Rick Ware Racing           | 53         | Joey Gase (en) 4         | Lee Leslie 5 Jason Houghtaling 15 Todd Parrott 14 Ken Evans 1                                         |
| Ford 11 Chevrolet 25 | Rick Ware Racing           | 53         | Garrett Smithley (en) 13 | Lee Leslie 5 Jason Houghtaling 15 Todd Parrott 14 Ken Evans 1                                         |
| Ford 11 Chevrolet 25 | Rick Ware Racing           | 53         | Bayley Currey (en) 1     | Lee Leslie 5 Jason Houghtaling 15 Todd Parrott 14 Ken Evans 1                                         |
| Ford 11 Chevrolet 25 | Rick Ware Racing           | 53         | David Starr (en) 1       | Lee Leslie 5 Jason Houghtaling 15 Todd Parrott 14 Ken Evans 1                                         |
| Ford 11 Chevrolet 25 | Rick Ware Racing           | 53         | Josh Bilicki (en) 6      | Lee Leslie 5 Jason Houghtaling 15 Todd Parrott 14 Ken Evans 1                                         |
| Ford 11 Chevrolet 25 | Rick Ware Racing           | 53         | J. J. Yeley 1            | Lee Leslie 5 Jason Houghtaling 15 Todd Parrott 14 Ken Evans 1                                         |
| Ford 11 Chevrolet 25 | Rick Ware Racing           | 53         | James Davison 9          | Lee Leslie 5 Jason Houghtaling 15 Todd Parrott 14 Ken Evans 1                                         |
| Source.              |                            |            |                          | |

### Équipes non-affrétées

#### Programme complet
| Manufacturier    | Écurie                     | Numéro | Pilote          | Chef d'équipe                |
| ---------------- | -------------------------- | ------ | --------------- | ---------------------------- |
| Toyota           | Gaunt Brothers Racing (en) | 96     | Daniel Suárez   | Dave Winston                 |
| Ford 2 Toyota 18 | MBM Motorsports (en)       | 66     | Timmy Hill (en) | Steve Idol 4 Clinton Cram 32 |

#### Programme incomplet
| Manufacturier       | Écurie                        | Numéro | Pilote                | Chef d'équipe                                           | Nbr. |
| ------------------- | ----------------------------- | ------ | --------------------- | ------------------------------------------------------- | ---- |
| Chevrolet           | Beard Motorsports (en)        | 62     | Brendan Gaughan (en)  | Darren Shaw                                             | 5    |
| Chevrolet           | Tommy Baldwin Racing (en)     | 7      | Josh Bilicki (en)     | Tommy Baldwin Jr. 18 Peter Sospenzo 1 Patrick Donahue 3 | 12   |
| Chevrolet           | Tommy Baldwin Racing (en)     | 7      | J. J. Yeley           | Tommy Baldwin Jr. 18 Peter Sospenzo 1 Patrick Donahue 3 | 2    |
| Chevrolet           | Tommy Baldwin Racing (en)     | 7      | Reed Sorenson         | Tommy Baldwin Jr. 18 Peter Sospenzo 1 Patrick Donahue 3 | 4    |
| Chevrolet           | Tommy Baldwin Racing (en)     | 7      | Joey Gase (en)        | Tommy Baldwin Jr. 18 Peter Sospenzo 1 Patrick Donahue 3 | 1    |
| Chevrolet           | Tommy Baldwin Racing (en)     | 7      | Garrett Smithley (en) | Tommy Baldwin Jr. 18 Peter Sospenzo 1 Patrick Donahue 3 | 3    |
| Chevrolet           | Kaulig Racing (en)            | 16     | Justin Haley          | Billy Scott                                             | 1    |
| Chevrolet           | Premium Motorsports (en)      | 27     | Reed Sorenson         | Peter Sospenzo                                          | 1    |
|                     |                               |        |                       |                                                         |      |
| Ford                | Rick Ware Racing              | 54     | J. J. Yeley           | Mike Hillman Sr.                                        | 1    |
|                     |                               |        |                       |                                                         |      |
| Toyota              | MBM Motorsports (en)          | 49     | Chad Finchum (en)     | Doug Richert 1 Ryan Bell 3                              | 4    |
|                     |                               |        |                       |                                                         |      |
| Chevrolet 12 Ford 3 | B. J. McLeod Motorsports (en) | 78     | B. J. McLeod (en)     | Todd Parrott 10 Ken Evans 5                             | 13   |
| Chevrolet 12 Ford 3 | B. J. McLeod Motorsports (en) | 78     | Garrett Smithley (en) | Todd Parrott 10 Ken Evans 5                             | 2    |

## Changements
(août 2023).

## Calendrier 2020 et podium des courses
Le programme de la saison 2020 a été dévoilé le 6 mars 2019 par la NASCAR.
Après la course du 8 mars, le calendrier a été modifié à la suite de la pandémie de Covid-19,.
| N°                                          | Date          | Nom de la course                              | Circuit                                                              | Premier               | Second                | Troisième             | Pole position         | + tours en tête             | Marque    | Résumés                                                 |
| ------------------------------------------- | ------------- | --------------------------------------------- | -------------------------------------------------------------------- | --------------------- | --------------------- | --------------------- | --------------------- | --------------------------- | --------- | ------------------------------------------------------- |
| HC                                          | 9 février     | Busch Clash                                   | Daytona International Speedway, Daytona Beach, Floride               | Erik Jones            | Austin Dillon         | Clint Bowyer          | Ryan Newman           | Brad Keselowski             | Toyota    | 2020 Busch Clash (en)                                   |
| HC                                          | 13 février    | Bluegreen Vacations Duel 1                    | Daytona International Speedway, Daytona Beach, Floride               | Joey Logano           | Aric Almirola         | Ryan Newman           | Ricky Stenhouse Jr    | Ricky Stenhouse Jr.         | Ford      | Bluegreen Vacations Duel 2020 (en)                      |
| HC                                          | 13 février    | Bluegreen Vacations Duel 2                    | Daytona International Speedway, Daytona Beach, Floride               | William Byron         | Jimmie Johnson        | Kyle Larson           | Alex Bowman           | Kevin Harvick               | Chevrolet | Bluegreen Vacations Duel 2020 (en)                      |
| 1                                           | 16-17 février | Daytona 500                                   | Daytona International Speedway, Daytona Beach, Floride               | Denny Hamlin          | Ryan Blaney           | Chris Buescher        | Ricky Stenhouse Jr    | Denny Hamlin                | Toyota    | Daytona 500 2020 (en)                                   |
| 2                                           | 23 février    | Pennzoil 400 presented by Jiffy Lube          | Las Vegas Motor Speedway, Las Vegas, Nevada                          | Joey Logano           | Matt DiBenedetto (en) | Ricky Stenhouse Jr.   | Kevin Harvick         | Kevin Harvick               | Ford      | Penzoil 500 2020 (en)                                   |
| 3                                           | 1er mars      | Auto Club 400                                 | Auto Club Speedway, Fontana, Californie                              | Alex Bowman           | Kyle Busch            | Kurt Busch            | Clint Bowyer          | Alex Bowman                 | Chevrolet | Auto Club 400 2020 (en)                                 |
| 4                                           | 8 mars        | FanShield 500                                 | ISM Raceway, Avondale, Arizona                                       | Joey Logano           | Kevin Harvick         | Kyle Busch            | Chase Elliott         | Chase Elliott               | Ford      | FanShield 500 2020 (en)                                 |
| 5                                           | 17 mai        | The Real Heroes 400                           | Darlington Raceway, Darlington, Caroline du Sud                      | Kevin Harvick         | Alex Bowman           | Kurt Busch            | Brad Keselowski       | Kevin Harvick               | Ford      | The Real Heroes 400 2020 (en)                           |
| 6                                           | 20 mai        | Toyota 400                                    | Darlington Raceway, Darlington, Caroline du Sud                      | Denny Hamlin          | Kyle Busch            | Kevin Harvick         | Ryan Preece           | Clint Bowyer                | Toyota    | Toyota 400 2020 (en)                                    |
| 7                                           | 24 mai        | Coca-Cola 600                                 | Charlotte Motor Speedway, Charlotte, Caroline du Nord                | Brad Keselowski       | Chase Elliott         | Ryan Blaney           | Kurt Busch            | Alex Bowman                 | Ford      | Coca Cola 600 2020 (en)                                 |
| 8                                           | 28 mai        | Alsco Uniforms 500 (en)                       | Charlotte Motor Speedway, Charlotte, Caroline du Nord                | Chase Elliott         | Denny Hamlin          | Ryan Blaney           | William Byron         | Kevin Harvick               | Chevrolet | Alsco Uniforms 500 2020 (en)                            |
| 9                                           | 31 mai        | Food City presents the Supermarket Heroes 500 | Bristol Motor Speedway, Bristol, Tennessee                           | Brad Keselowski       | Clint Bowyer          | Jimmie Johnson        | Brad Keselowski       | Denny Hamlin                | Ford      | Food City presents the Supermarket Heroes 500 2020 (en) |
| 10                                          | 7 juin        | Folds of Honor QuikTrip 500                   | Atlanta Motor Speedway, Hampton, Géorgie                             | Kevin Harvick         | Kyle Busch            | Martin Truex Jr.      | Chase Elliott         | Kevin Harvick               | Ford      | Folds of Honor QuikTrip 500 2020 (en)                   |
| 11                                          | 10 juin       | Blue-Emu Maximum Pain Relief 500              | Martinsville Speedway, Ridgeway, Virginie                            | Martin Truex Jr.      | Ryan Blaney           | Brad Keselowski       | Ryan Blaney           | Joey Logano                 | Toyota    | Blue-Emu Maximum Pain Relief 500 2020 (en)              |
| 12                                          | 14 juin       | Dixie Vodka 400                               | Homestead–Miami Speedway, Homestead, Floride                         | Denny Hamlin          | Chase Elliott         | Ryan Blaney           | Denny Hamlin          | Denny Hamlin                | Toyota    | Dixie Vodka 400 2020 (en)                               |
| 13                                          | 21 juin       | GEICO 500                                     | Talladega Superspeedway, Lincoln, Alabama                            | Ryan Blaney           | Ricky Stenhouse Jr.   | Aric Almirola         | Martin Truex Jr.      | Ryan Blaney                 | Ford      | GEICO 500 2020 (en)                                     |
| 14                                          | 27 juin       | Pocono Organics 325                           | Pocono Raceway, Long Pond, Pennsylvanie                              | Kevin Harvick         | Denny Hamlin          | Aric Almirola         | Aric Almirola         | Aric Almirola               | Ford      | Pocono Organics 325 2020 (en)                           |
| 15                                          | 28 juin       | Pocono 350                                    | Pocono Raceway, Long Pond, Pennsylvanie                              | Denny Hamlin          | Kevin Harvick         | Erik Jones            | Ryan Preece           | Denny Hamlin                | Toyota    | Pocono 350 2020 (en)                                    |
| 16                                          | 5 juillet     | Brickyard 400                                 | Indianapolis Motor Speedway, Speedway, Indiana                       | Kevin Harvick         | Mat Kenseth           | Aric Almirola         | Joey Logano           | Kevin Harvick               | Ford      | Brickyard 400 2020 (en)                                 |
| 17                                          | 12 juillet    | Quaker State 400                              | Kentucky Speedway, Sparta, Kentucky                                  | Cole Custer           | Martin Truex Jr.      | Matt DiBenedetto (en) | Kyle Busch            | Aric Almirola               | Ford      | Quaker State 400 2020 (en)                              |
| HC                                          | 15 juillet    | NASCAR All Star Open                          | Bristol Motor Speedway, Bristol, Tennessee                           | Matt DiBenedetto (en) | Clint Bowyer          | Austin Dillon         | Michael McDowell      | William Byron               | Ford      | NASCAR All Star Open 2020 (en)                          |
| HC                                          | 15 juillet    | NASCAR All Star Race                          | Bristol Motor Speedway, Bristol, Tennessee                           | Chase Elliott         | Kyle Busch            | Kevin Harvick         | Martin Truex Jr.      | Ryan Blaney                 | Chevrolet | NASCAR All Star Race 2020 (en)                          |
| 18                                          | 19 juillet    | O'Reilly Auto Parts 500                       | Texas Motor Speedway, Fort Worth, Texas                              | Austin Dillon         | Tyler Reddick         | Joey Logano           | Aric Almirola         | Ryan Blaney                 | Chevrolet | O'Reilly Auto Parts 2020 (en)                           |
| 19                                          | 23 juillet    | Super Start Batteries 400                     | Kansas Speedway, Kansas City, Kansas                                 | Denny Hamlin          | Brad Keselowski       | Martin Truex Jr.      | Kevin Harvick         | Denny Hamlin                | Toyota    | Super Start Batteries 400 2020 (en)                     |
| 20                                          | 2 août        | Foxwoods Resort Casino 301                    | New Hampshire Motor Speedway, Loudon, New Hampshire                  | Brad Keselowski       | Denny Hamlin          | Martin Truex Jr.      | Aric Almirola         | Brad Keselowski             | Ford      | Foxwoods Resort Casino 301 2020 (en)                    |
| 21                                          | 8 août        | FireKeepers Casino 500                        | Michigan International Speedway, Brooklyn, Michigan                  | Kevin Harvick         | Brad Keselowski       | Martin Truex Jr.      | Joey Logano           | Kevin Harvick               | Ford      | FireKeepers Casino 500 2020 (en)                        |
| 22                                          | 9 août        | Consumers Energy 500                          | Michigan International Speedway, Brooklyn, Michigan                  | Kevin Harvick         | Denny Hamlin          | Martin Truex Jr.      | Chris Buescher        | Kevin Harvick               | Ford      | Consumers Energy 500 2020 (en)                          |
| 23                                          | 16 août       | Go Bowling 235                                | Daytona International Speedway, Daytona Beach, Floride               | Chase Elliott         | Denny Hamlin          | Martin Truex Jr.      | Kevin Harvick         | Chase Elliott               | Chevrolet | Go Bowling 235 2020 (en)                                |
| 24                                          | 22 août       | Drydene 311 (sam.)                            | Dover International Speedway, Dover, Delaware                        | Denny Hamlin          | Martin Truex Jr.      | Kyle Busch            | Chase Elliott         | Denny Hamlin                | Toyota    | Drydene 311 2020 (samedi)                               |
| 25                                          | 23 août       | Drydene 311 (dim.)                            | Dover International Speedway, Dover, Delaware                        | Kevin Harvick         | Martin Truex Jr.      | Jimmie Johnson        | Matt DiBenedetto (en) | Kevin Harvick               | Ford      | Drydene 311 2020 (dimanche) (en)                        |
| 26                                          | 29 août       | Coke Zero Sugar 400                           | Daytona International Speedway, Daytona Beach, Floride               | William Byron         | Chase Elliott         | Denny Hamlin          | Kevin Harvick         | Joey Logano                 | Chevrolet | Coke Zero Sugar 2020 (en)                               |
| N°                                          | Date          | Nom de la course                              | Circuit                                                              | Premier               | Second                | Troisième             | Pole position         | + tours en tête             | Marque    | Résumés                                                 |
| Séries éliminatoires - 16 pilotes impliqués |               |                                               |                                                                      |                       |                       |                       |                       |                             |           |                                                         |
| 27                                          | 6 septembre   | Cook Out Southern 500                         | Darlington Raceway, Darlington, Caroline du Sud                      | Kevin Harvick         | Austin Dillon         | Joey Logano           | Chase Elliott         | Martin Truex Jr.            | Ford      | Cook Out Southern 500 2020 (en)                         |
| 28                                          | 12 septembre  | Federated Auto Parts 400                      | Richmond International Raceway, Richmond, Virginie                   | Brad Keselowski       | Martin Truex Jr.      | Joey Logano           | Kevin Harvick         | Brad Keselowski             | Ford      | Federated Auto Parts 400 2020 (en)                      |
| 29                                          | 19 septembre  | Bass Pro Shops NRA Night Race                 | Bristol Motor Speedway, Bristol, Tennessee                           | Kevin Harvick         | Kyle Busch            | Erik Jones            | Kevin Harvick         | Kevin Harvick               | Ford      | Bass Pro Shops NRA Night Race 2020 (en)                 |
| Séries éliminatoires - 12 pilotes impliqués |               |                                               |                                                                      |                       |                       |                       |                       |                             |           |                                                         |
| 30                                          | 27 septembre  | South Point 400                               | Las Vegas Motor Speedway, Las Vegas, Nevada                          | Kurt Busch            | Matt DiBenedetto (en) | Denny Hamlin          | Kevin Harvick         | Denny Hamlin                | Chevrolet | South Point 400 2020 (en)                               |
| 31                                          | 4 octobre     | YellaWood 500                                 | Talladega Superspeedway, Lincoln, Alabama                            | Denny Hamlin          | Erik Jones            | Ty Dillon             | Denny Hamlin          | Joey Logano                 | Toyota    | YellaWood 500 2020 (en)                                 |
| 32                                          | 11 octobre    | Bank of America Roval 400                     | Charlotte Motor Speedway, Concord, Caroline du Nord (oval + routier) | Chase Elliott         | Joey Logano           | Erik Jones            | Denny Hamlin          | William Byron Chase Elliott | Chevrolet | Bank of America Roval 400 2020 (en)                     |
| Séries éliminatoires - 8 pilotes impliqués  |               |                                               |                                                                      |                       |                       |                       |                       |                             |           |                                                         |
| 33                                          | 18 octobre    | Hollywood Casino 400                          | Kansas Speedway, Kansas City, Kansas                                 | Joey Logano           | Kevin Harvick         | Alex Bowman           | Chase Elliott         | Kevin Harvick               | Ford      | Hollywood Casino 400 2020 (en)                          |
| 34                                          | 25 octobre    | Autotrader EchoPark Automotive 500            | Texas Motor Speedway, Fort Worth, Texas                              | Kyle Busch            | Martin Truex Jr.      | Christopher Bell      | Kevin Harvick         | Kyle Busch                  | Toyota    | Autotrader EchoPark Automotive 500 2020 (en)            |
| 35                                          | 1er novembre  | Xfinity 500                                   | Martinsville Speedway, Ridgeway, Virginie                            | Chase Elliott         | Ryan Blaney           | Joey Logano           | Brad Keselowski       | Chase Elliott               | Chevrolet | Xfinity 500 2020 (en)                                   |
| Finale - 4 pilotes impliqués                |               |                                               |                                                                      |                       |                       |                       |                       |                             |           |                                                         |
| 36                                          | 8 novembre    | Season Final 500                              | ISM Raceway, Avondale, Arizona                                       | Chase Elliott         | Brad Keselowski       | Joey Logano           | Chase Elliott         | Chase Elliott               | Chevrolet | Season Final 500 2020 (en)                              |
| N°                                          | Date          | Nom de la course                              | Circuit                                                              | Premier               | Second                | Troisième             | Pole position         | + tours en tête             | Marque    | Résumés                                                 |

## Classements du championnat

### Classement final des pilotes
| Couleurs | Résultats                           |
| -------- | ----------------------------------- |
| Or       | Vainqueur                           |
| Argent   | Classé entre la 2e et la 5e place   |
| Bronze   | Classé entre la 6e et la 10e place  |
| Vert     | Classé entre la 11e et la 20e place |
| Bleu     | Classé 21e ou pire                  |

| Couleurs | Résultats                                              |
| -------- | ------------------------------------------------------ |
| Violet   | N'a pas fini (DNF)                                     |
| Noir     | Disqualifié (DSQ)                                      |
| Rose     | Non qualifié (DNQ)                                     |
| Brun     | Abandonné la course (Wth)                              |
| Blanc    | Qualifié pour un autre pilote (QL)                     |
| Blanc    | Qualifié mais remplacé à la suite d'une blessure (INQ) |

| Abréviations | Significations                                                        |
| ------------ | --------------------------------------------------------------------- |
| (R)          | Rookie                                                                |
| DNP          | N'a pas participé                                                     |
| INJ          | Blessé ou malade                                                      |
| COV          | N'a pas pu prendre le départ à la suite d'un test positif au Covid-19 |
| EX           | Exclu                                                                 |
| DNA          | N'est pas arrivé                                                      |

  – Gras = pole position – *= pilote ayant le plus mené lors de la course.
. = Pilote qualifié pour les playoffs
. = Éliminé après le Challenger Round (Round of 16)
. = Éliminé après le Contender Round (Round of 12)
. = Éliminé après l'Eliminator Round (Round of 8)
| Pilotes se disputant le titre de champion de la Nascar Cup Series 2020 |                          |      |     |       |      |       |      |      |      |        |       |      |       |      |      |       |      |      |      |      |      |       |      |      |     |       |      |     |     |        |        |      |     |      |      |      |      |      |      |     |     |     |     |  |     |
| Pos.                                                                   | Pilote                   | Pts  | Seg | Bonus |      | DAY   | LAS  | FON  | ISM  | DAR    | DAR   | CHA  | CHA   | BRI  | ATL  | MAR   | HOM  | TAL  | POC  | POC  | IND  | KEN   | TEX  | KAN  | NHA | MIC   | MIC  | DAY | DOV | DOV    | DAY    |      | DAR | RIC  | BRI  |      | LAS  | TAL  | CHA  |     | KAN | TEX | MAR |  | ARI |
| 1                                                                      | Chase Elliott            | 5040 | -   | 27 7  | 17 1 | 26 12 | 4    | 7 *  | 4    | 38     | 2     | 1    | 22 12 | 8    | 5    | 2     | 38   | 25   | 4    | 11   | 23   | 12    | 12   | 9    | 7   | 9     | 1*1  | 5   | 39  | 2      | 20     | 5    | 7 1 | 22 2 | 5    | 1 *  | 6 1  | 20   | 1 *2 | 1 * |     |     |     |  |     |
| 2                                                                      | Brad Keselowski          | 5035 | -   | 35 3  | 36   | 7     | 5    | 11 2 | 13 2 | 4      | 1     | 7    | 1     | 9    | 3    | 10    | 19   | 9    | 11 2 | 4    | 9 2  | 9     | 2 2  | 1 *2 | 2   | 39    | 13   | 9   | 8   | 10     | 11     | 1 *2 | 34  | 13   | 18   | 18   | 4    | 6    | 4    | 2 2 |     |     |     |  |     |
| 3                                                                      | Joey Logano              | 5034 | -   | 22 5  | 26   | 1     | 12   | 1 1  | 18   | 6      | 13 3  | 6 1  | 21    | 10   | 4 *1 | 27    | 16   | 36 1 | 24   | 10   | 15   | 3     | 35   | 4    | 8   | 5     | 9    | 8   | 6   | 27 *12 | 3      | 3    | 11  | 14   | 26 * | 2    | 1    | 10   | 3    | 3 1 |     |     |     |  |     |
| 4                                                                      | Denny Hamlin             | 5033 | -   | 54 2  | 1 *2 | 17    | 6    | 20   | 5    | 1      | 29    | 2    | 17 *  | 5    | 24   | 1 *12 | 4    | 2    | 1 *  | 28   | 12   | 20    | 1 *  | 2 1  | 6   | 2     | 2 2  | 1 * | 19  | 3      | 13     | 12 1 | 21  | 3 *1 | 1    | 15   | 15 2 | 9    | 11 1 | 4   |     |     |     |  |     |
| Pilotes éliminés de la course au titre                                 |                          |      |     |       |      |       |      |      |      |        |       |      |       |      |      |       |      |      |      |      |      |       |      |      |     |       |      |     |     |        |        |      |     |      |      |      |      |      |      |     |     |     |     |  |     |
| 5                                                                      | Kevin Harvick            | 2410 | 14  | 67 1  |      | 5     | 8 *  | 9    | 2    | 1 *    | 3     | 5    | 10 *  | 11   | 1 *  | 15    | 26   | 10   | 1    | 2    | 1 *2 | 4     | 5    | 4    | 5   | 1 *12 | 1 *2 | 17  | 4   | 1 *12  | 20     |      | 1   | 7    | 1 *  |      | 10   | 20   | 11   |     | 2 * | 16  | 17  |  | 7   |
| 6                                                                      | Alex Bowman              | 2371 | 35  | 9     | 24   | 13    | 1 *1 | 14   | 2    | 18     | 19 *2 | 31 2 | 37    | 12   | 6    | 18    | 7    | 27   | 9    | 30   | 19   | 30    | 8    | 15   | 21  | 36    | 12   | 21  | 5   | 7      | 6      | 9    | 16  | 5    | 14   | 8    | 3    | 5    | 6    | 16  |     |     |     |  |     |
| 7                                                                      | Martin Truex Jr.         | 2341 | 38  | 17 4  | 32   | 20    | 14   | 32   | 6    | 10     | 6     | 9    | 20    | 3 12 | 1    | 12    | 24   | 6    | 10   | 38   | 2    | 29    | 3    | 3    | 3   | 3     | 3    | 2   | 2   | 4      | 22 *12 | 2    | 24  | 4    | 23 2 | 7    | 9    | 2    | 22   | 10  |     |     |     |  |     |
| 8                                                                      | Kyle Busch               | 2341 | 36  | 4 9   | 34   | 15    | 2    | 3    | 26   | 2      | 4     | 29   | 4     | 2    | 19   | 6     | 32   | 5    | 38   | 6    | 21   | 4     | 11 1 | 38   | 5   | 4     | 37   | 3   | 11  | 33     | 7      | 6    | 2 2 | 6    | 27   | 30   | 5    | 1 *2 | 9    | 11  |     |     |     |  |     |
| 9                                                                      | Ryan Blaney              | 2336 | 75  | 14 6  | 2    | 11    | 19 2 | 37   | 16   | 21     | 3     | 3    | 40    | 4    | 2    | 3     | 1 *  | 12   | 22   | 32   | 6    | 7 *12 | 20   | 20   | 4   | 38    | 31   | 14  | 12  | 6      | 24     | 19   | 13  | 7    | 25   | 5 2  | 7    | 4    | 2    | 6   |     |     |     |  |     |
| 10                                                                     | Kurt Busch               | 2286 | 14  | 6     | 33   | 25    | 3    | 6    | 3    | 15     | 7     | 5    | 7     | 6    | 9    | 17    | 9    | 18   | 13 1 | 13   | 5    | 8     | 9    | 17   | 10  | 10    | 14   | 40  | 13  | 34     | 8      | 13   | 15  | 1    | 32   | 4    | 38   | 7    | 5    | 12  |     |     |     |  |     |
| 11                                                                     | Austin Dillon            | 2277 | 24  | 5     | 12   | 4     | 24   | 36   | 11   | 20     | 14    | 8    | 6     | 11   | 37   | 7     | 39   | 19   | 14   | 18   | 13   | 1     | 27   | 13   | 31  | 8     | COV  | 15  | 9   | 5      | 2      | 4    | 12  | 32   | 12   | 19   | 11   | 11   | 23   | 18  |     |     |     |  |     |
| 12                                                                     | Clint Bowyer             | 2254 | 20  | 4 10  | 6    | 12    | 23   | 5    | 17   | 22 *12 | 39    | 16   | 2     | 20   | 17   | 11    | 25   | 7    | 8    | 16   | 14   | 11    | 14   | 18   | 19  | 14 1  | 6    | 6   | 16  | 19     | 10     | 10   | 6   | 12   | 19   | 11   | 26   | 17 1 | 8    | 14  |     |     |     |  |     |
| 13                                                                     | Matt DiBenedetto (en)    | 2249 | 19  | -     | 19   | 2     | 13   | 13   | 14   | 9      | 17    | 15   | 31    | 25   | 7    | 14    | 26   | 13   | 6    | 19   | 3    | 17    | 36   | 6    | 15  | 7     | 15   | 20  | 17  | 12     | 21     | 17   | 19  | 2    | 21   | 22   | 12   | 8    | 10   | 8   |     |     |     |  |     |
| 14                                                                     | William Byron            | 2247 | 32  | 7     | 40   | 22    | 15   | 10   | 35 1 | 12     | 20    | 12   | 8     | 33   | 8    | 9     | 11   | 14   | 7    | 27 1 | 11   | 37    | 10   | 11   | 14  | 12    | 8    | 28  | 4   | 1      | 5      | 21   | 38  | 25   | 4    | 6 *  | 8    | 13   | 35   | 9   |     |     |     |  |     |
| 15                                                                     | Aric Almirola            | 2235 | -   | 5 8   | 22   | 21    | 8    | 8    | 12   | 7      | 15    | 20   | 29    | 17   | 33   | 5     | 3    | 3 *2 | 5    | 3    | 8 *1 | 10    | 6    | 7    | 16  | 6     | 24   | 17  | 7   | 18     | 9      | 8    | 5   | 17   | 37   | 16   | 13   | 23   | 7    | 13  |     |     |     |  |     |
| 16                                                                     | Cole Custer (R)          | 2202 | 1   | 5     | 37   | 19    | 18   | 9    | 22   | 31     | 12    | 18   | 35    | 19   | 29   | 22    | 22   | 16   | 17   | 5    | 1    | 39    | 7    | 8    | 34  | 25    | 22   | 11  | 10  | 30     | 12     | 14   | 23  | 16   | 31   | 9    | 14   | 14   | 13   | 28  |     |     |     |  |     |
| 17                                                                     | Erik Jones               | 873  | 108 | -     | 18   | 23    | 10   | 28   | 8    | 5      | 11    | 26   | 5     | 28   | 20   | 21    | 5    | 38   | 3    | 33   | 22   | 6     | 5    | 24   | 11  | 27    | 11   | 12  | 22  | 35     | 4      | 22   | 3   | 8    | 2    | 3    | 20   | 21   | 12   | 22  |     |     |     |  |     |
| 18                                                                     | Jimmie Johnson           | 836  | 131 | 1     | 35   | 5     | 7    | 12   | 38   | 8      | 40    | 11   | 3     | 7    | 10 2 | 16    | 13   | 21   | 16   | COV  | 18   | 26    | 32   | 12   | 12  | 11    | 4    | 7   | 3   | 17     | 18     | 31   | 17  | 11   | 29   | 13   | 31   | 36   | 30   | 5   |     |     |     |  |     |
| 19                                                                     | Tyler Reddick (R)        | 780  | 75  | 1     | 28   | 18    | 11   | 33   | 7    | 13     | 8     | 14   | 36    | 16   | 16   | 4     | 20 1 | 30   | 35   | 8    | 10   | 2     | 13   | 10   | 18  | 24    | 18   | 13  | 18  | 29     | 23     | 11   | 4   | 38   | 7    | 12   | 25   | 15   | 24   | 19  |     |     |     |  |     |
| 20                                                                     | Christopher Bell (R)     | 678  | 76  | -     | 21   | 33    | 38   | 14   | 24   | 11     | 9     | 21   | 9     | 18   | 28   | 8     | 29   | 4    | 39   | 12   | 7    | 21    | 23   | 28   | 13  | 17    | 21   | 22  | 27  | 13     | 34     | 15   | 28  | 24   | 39   | 24   | 10   | 3    | 15   | 17  |     |     |     |  |     |
| 21                                                                     | Chris Buescher           | 645  | 34  | 1     | 3    | 14    | 16   | 17   | 32   | 23     | 10    | 22   | 23    | 22   | 13   | 23    | 6    | 10   | 36   | 31   | 20   | 19    | 33   | 25   | 20  | 20    | 5    | 16  | 14  | 9      | 26     | 24   | 8   | 9    | 22 1 | 20   | 21   | 34   | 38   | 20  |     |     |     |  |     |
| 22                                                                     | Bubba Wallace            | 597  | 20  | -     | 15   | 6     | 27   | 19   | 21   | 16     | 38    | 37   | 10    | 21   | 11   | 13    | 14   | 22   | 20   | 9    | 27   | 14    | 37   | 23   | 9   | 21    | 25   | 27  | 21  | 5      | 38     | 26   | 22  | 28   | 24   | 21   | 18   | 38   | 21   | 15  |     |     |     |  |     |
| 23                                                                     | Michael McDowell         | 588  | 5   | -     | 14   | 36    | 22   | 16   | 23   | 17     | 18    | 25   | 14    | 24   | 14   | 15    | 18   | 8    | 40   | 7    | 24   | 15    | 16   | 19   | 29  | 28    | 10   | 26  | 25  | 14     | 16     | 25   | 10  | 21   | 36   | 32   | 19   | 26   | 28   | 23  |     |     |     |  |     |
| 24                                                                     | Ricky Stenhouse Jr.      | 584  | 55  | 1     | 20   | 3     | 20   | 22   | 40   | 25     | 24    | 4    | 34    | 13   | 21   | 20    | 2 2  | 17   | 15   | 36   | 29   | 38    | 40   | 14   | 32  | 19    | 16   | 10  | 37  | 32     | 19     | 18   | 40  | 23   | 38   | 17   | 16   | 12   | 20   | 27  |     |     |     |  |     |
| 25                                                                     | Ryan Newman              | 566  | 17  | -     | 9    | INJ   | INJ  | INJ  | 15   | 14     | 27    | 17   | 15    | 14   | 15   | 30    | 23   | 15   | 18   | 34   | 17   | 13    | 28   | 21   | 28  | 13    | 19   | 19  | 24  | 36     | 15     | 23   | 25  | 15   | 6    | 31   | 22   | 19   | 18   | 24  |     |     |     |  |     |
| 26                                                                     | Ty Dillon                | 556  | 13  | 1     | 30   | 10    | 26   | 15   | 19   | 19     | 25    | 27   | 39    | 29   | 22   | 28    | 12   | 26   | 23   | 14   | 16   | 35    | 15   | 22   | 23  | 18    | 20   | 18  | 29  | 22     | 27     | 28   | 18  | 26   | 3    | 23 1 | 24   | 24   | 16   | 21  |     |     |     |  |     |
| 27                                                                     | John Hunter Nemechek (R) | 534  | 8   | -     | 11   | 24    | 25   | 25   | 9    | 35     | 16    | 13   | 16    | 23   | 25   | 19    | 8    | 24   | 19   | 15   | 36   | 22    | 19   | 36   | 36  | 23    | 35   | 24  | 20  | 11     | 36     | 30   | 20  | 20   | 8    | 36   | 17   | 22   | 26   | 26  |     |     |     |  |     |
| 28                                                                     | Matt Kenseth             | 521  | 9   | -     | DNP  | DNP   | DNP  | DNP  | 10   | 30     | 26    | 23   | 16    | 15   | 23   | 25    | 40   | 11   | 12   | 2    | 25   | 18    | 17   | 37   | 17  | 15    | 26   | 23  | 15  | 28     | 14     | 16   | 14  | 18   | 16   | 34   | 40   | 39   | 14   | 25  |     |     |     |  |     |
| 29                                                                     | Ryan Preece              | 477  | 16  | -     | 29   | 37    | 30   | 18   | 20   | 39     | 22    | 24   | 12    | 26   | 26   | 24    | 15   | 20   | 25   | 40   | 38   | 40    | 34   | 16   | 25  | 16    | 23   | 25  | 26  | 37     | 17     | 20   | 9   | 19   | 10   | 14   | 29   | 18   | 19   | 34  |     |     |     |  |     |
| 30                                                                     | Corey LaJoie             | 408  | 1   | -     | 8    | 16    | 29   | 27   | 31   | 24     | 23    | 19   | 32    | 27   | 18   | 29    | 17   | 23   | 21   | 39   | 28   | 16    | 21   | 35   | 22  | 22    | 32   | 29  | 23  | 21     | 37     | 27   | 33  | 27   | 28   | 27   | 23   | 25   | 25   | 38  |     |     |     |  |     |
| 31                                                                     | Daniel Suárez            | 365  | -   | -     | DNQ  | 30    | 28   | 21   | 25   | 27     | 28    | 28   | 18    | 31   | 27   | 31    | 28   | 28   | 26   | 20   | 26   | 23    | 18   | 26   | 24  | 26    | 27   | 30  | 28  | 26     | 25     | 29   | 26  | 29   | 34   | 25   | 27   | 27   | 27   | 31  |     |     |     |  |     |
| 32                                                                     | Brennan Poole (en) (R)   | 269  | -   | -     | 16   | 29    | 32   | 31   | 27   | 37     | 30    | 38   | 24    | 30   | 30   | 32    | 35   | 29   | 27   | 35   | 31   | 27    | 30   | 27   | 37  | 30    | 28   | 36  | 30  | 15     | 28     | 33   | -   | 30   | 9    | 37   | 28   | 28   | 37   | 29  |     |     |     |  |     |
| 33                                                                     | Quin Houff (en)          | 214  | -   | -     | 39   | 32    | 35   | 34   | 36   | 26     | 35    | 32   | 27    | 32   | 34   | 33    | 27   | 40   | 31   | 23   | 35   | 34    | 24   | 32   | 27  | 32    | 33   | 33  | 34  | 23     | 31     | 32   | 29  | 34   | 13   | 28   | 33   | 33   | 33   | 39  |     |     |     |  |     |
| 34                                                                     | Kyle Larson              | 121  | 9   | -     | 10   | 9     | 21   | 4    | -    | -      | -     | -    | -     | -    | -    | -     | -    | -    | -    | -    | -    | -     | -    | -    | -   | -     | -    | -   | -   | -      | -      | -    | -   | -    | -    | -    |      | -    | -    | -   |     |     |     |  |     |
| 35                                                                     | Brendan Gaughan (en)     | 78   | -   | -     | 7    | -     | -    | -    | -    | -      | -     | -    | -     | -    | -    | -     | 21   | -    | -    | -    | -    | -     | -    | -    | -   | -     | 39   | -   | -   | 8      | -      | -    | -   | -    | 35   | -    | -    | -    | -    | -   |     |     |     |  |     |
| 36                                                                     | Reed Sorenson            | 68   | -   | -     | 31   | 34    | 36   | 30   | 29   | -      | -     | -    | -     | 37   | 38   | -     | -    | -    | -    | -    | -    | 28    | 31   | -    | 30  | 31    | -    | 39  | 33  | -      | -      | 36   | 36  | -    | -    | -    | -    | -    | -    | -   |     |     |     |  |     |
| 37                                                                     | James Davison            | 56   | -   | -     | -    | -     | -    | -    | -    | -      | -     | -    | -     | -    | -    | -     | -    | 34   | 30   | -    | -    | -     | -    | 30   | 38  | 37    | 30   | -   | -   | 39     | 39     | 37   | 35  | -    | 30   | 29   | 32   | -    | 36   | 33  |     |     |     |  |     |
| 38                                                                     | Stanton Barrett          | 1    | -   | -     | -    | -     | -    | -    | -    | -      | -     | -    | -     | -    | -    | -     | -    | -    | -    | -    | -    | -     | -    | -    | -   | -     | 38   | -   | -   | -      | -      | -    | -   | -    | -    | -    | -    | -    | -    | -   |     |     |     |  |     |
| Non-éligible pour le titre                                             |                          |      |     |       |      |       |      |      |      |        |       |      |       |      |      |       |      |      |      |      |      |       |      |      |     |       |      |     |     |        |        |      |     |      |      |      |      |      |      |     |     |     |     |  |     |
| Pos.                                                                   | Pilote                   | Pts  | Seg | Bonus |      | DAY   | LAS  | FON  | ISM  | DAR    | DAR   | CHA  | CHA   | BRI  | ATL  | MAR   | HOM  | TAL  | POC  | POC  | IND  | KEN   | TEX  | KAN  | NHA | MIC   | MIC  | DAY | DOV | DOV    | DAY    |      | DAR | RIC  | BRI  |      | LAS  | TAL  | CHA  |     | KAN | TEX | MAR |  | ARI |
|                                                                        | David Ragan              | -    | -   | -     | 4    | -     | -    | -    | -    | -      | -     | -    | -     | -    | -    | -     | -    | -    | -    | -    | -    | -     | -    | -    | -   | -     | -    | -   | -   | -      | -      | -    | -   | -    | -    | -    | -    | -    | -    | -   |     |     |     |  |     |
|                                                                        | Kaz Grala (en)           | -    | -   | -     | -    | -     | -    | -    | -    | -      | -     | -    | -     | -    | -    | -     | -    | -    | -    | -    | -    | -     | -    | -    | -   | -     | 7    | -   | -   | -      | -      | -    | -   | -    | -    | -    | -    | -    | -    | -   |     |     |     |  |     |
|                                                                        | Justin Haley             | -    | -   | -     | 13   | -     | -    | -    | -    | -      | -     | -    | -     | -    | -    | -     | -    | -    | -    | -    | -    | -     | -    | -    | -   | -     | -    | -   | -   | -      | -      | -    | -   | -    | 11   | -    | -    | -    | -    | -   |     |     |     |  |     |
|                                                                        | Timmy Hill (en)          | -    | -   | -     | 27   | 38    | 37   | 38   | 33   | 33     | 34    | 33   | 19    | 39   | 39   | 34    | 33   | 35   | 29   | 29   | 37   | 36    | 38   | 33   | 33  | 35    | 29   | 34  | 36  | 24     | 35     | 38   | 37  | 37   | 15   | 38   | 35   | 30   | 29   | 36  |     |     |     |  |     |
|                                                                        | Ross Chastain            | -    | -   | -     | 25   | 27    | 17   | 23   | -    | -      | 21    | -    | -     | -    | -    | -     | -    | -    | -    | 17   | -    | -     | -    | -    | -   | -     | -    | -   | -   | 16     | 29     | -    | -   | -    | -    | -    | -    | -    | -    | -   |     |     |     |  |     |
|                                                                        | Joey Gase (en)           | -    | -   | -     | 23   | 31    | 33   | 29   | 30   | 29     | 36    | 39   | 33    | 38   | 35   | 36    | 36   | 37   | 33   | 26   | 34   | 32    | 29   | 34   | 39  | -     | -    | 35  | 40  | 31     | 33     | 35   | 31  | 35   | 17   | -    | 37   | 37   | 34   | 32  |     |     |     |  |     |
|                                                                        | Cody Ware (en)           | -    | -   | -     | -    | -     | -    | -    | -    | -      | -     | -    | -     | -    | -    | -     | -    | -    | -    | -    | -    | -     | -    | -    | -   | -     | -    | -   | -   | -      | -      | -    | -   | -    | 19   | -    | -    | -    | -    | -   |     |     |     |  |     |
|                                                                        | J. J. Yeley              | -    | -   | -     | DNQ  | 28    | 31   | 26   | 28   | 28     | 37    | 34   | 25    | 36   | 31   | 38    | 36   | 31   | 28   | 21   | 30   | 24    | 22   | 29   | 26  | 29    | 34 † | 31  | 38  | 40     | 30     | 34   | 30  | 33   | -    | 35   | 30   | 40   | 31   | 30  |     |     |     |  |     |
|                                                                        | B. J. McLeod (en)        | -    | -   | -     | 38   | -     | -    | -    | 39   | 36     | 32    | 35   | 28    | 40   | -    | 35    | 31   | 39   | 37   | 22   | -    | 33    | 39   | -    | -   | -     | -    | 38  | 31  | -      | -      | -    | -   | -    | -    | -    | -    | -    | -    | -   |     |     |     |  |     |
|                                                                        | Garrett Smithley (en)    | -    | -   | -     | -    | 35    | 34   | 35   | 37   | 34     | 33    | 40   | 26    | 35   | 36   | -     | 34   | 33   | 32   | 24   | 33   | -     | 26   | 31   | 35  | 34    | 36   | 37  | 35  | -      | -      | -    | 32  | -    | -    | -    | -    | 31   | 39   | 37  |     |     |     |  |     |
|                                                                        | Josh Bilicki (en)        | -    | -   | -     | -    | -     | -    | -    | 34   | -      | -     | 36   | -     | 34   | -    | 37    | -    | 32   | 34   | 25   | 32   | 31    | 25   | -    | -   | 33    | -    | 32  | 32  | 38     | 32     | -    | 39  | 36   | -    | 33   | 35   | 29   | 32   | 35  |     |     |     |  |     |
|                                                                        | Gray Gaulding (en)       | -    | -   | -     | -    | -     | -    | -    | -    | 32     | 31    | 30   | 30    | -    | -    | -     | 30   | -    | -    | -    | -    | 25    | -    | -    | -   | -     | -    | -   | -   | -      | -      | -    | 27  | 31   | -    | 26   | -    | -    | -    | -   |     |     |     |  |     |
|                                                                        | David Starr (en)         | -    | -   | -     | -    | -     | -    | -    | -    | -      | -     | -    | -     | -    | 32   | -     | -    | -    | -    | -    | -    | -     | -    | -    | -   | -     | -    | -   | -   | -      | -      | -    | -   | -    | -    | -    | -    | -    | -    | -   |     |     |     |  |     |
|                                                                        | Chad Finchum (en)        | -    | -   | -     | DNQ  | -     | -    | -    | -    | -      | -     | -    | -     | -    | -    | -     | -    | -    | -    | -    | -    | -     | -    | -    | -   | -     | -    | -   | -   | -      | -      | -    | -   | 39   | -    | -    | 39   | 35   | -    | -   |     |     |     |  |     |
|                                                                        | Justin Allgaier (en)     | -    | -   | -     | -    | -     | -    | -    | -    | -      | -     | -    | -     | -    | -    | -     | -    | -    | -    | 37   | -    | -     | -    | -    | -   | -     | -    | -   | -   | -      | -      | -    | -   | -    | -    | -    | -    | -    | -    | -   |     |     |     |  |     |
|                                                                        | Bayley Currey (en)       | -    | -   | -     | -    | -     | -    | -    | -    | -      | -     | -    | 38    | -    | -    | -     | -    | -    | -    | -    | -    | -     | -    | -    | -   | -     | -    | -   | -   | -      | -      | -    | -   | -    | -    | -    | -    | -    | -    | -   |     |     |     |  |     |
| Pos.                                                                   | Pilote                   | Pts  | Seg | Bonus | DAY  | LAS   | FON  | ISM  | DAR  | DAR    | CHA   | CHA  | BRI   | ATL  | MAR  | HOM   | TAL  | POC  | POC  | IND  | KEN  | TEX   | KAN  | NHA  | MIC | MIC   | DAY  | DOV | DOV | DAY    | DAR    | RIC  | BRI | LAS  | TAL  | CHA  | KAN  | TEX  | MAR  | ARI |     |     |     |  |     |

### Classement final des manufacturiers
| Pos | Constructeurs | Victoires | Points |
| --- | ------------- | --------- | ------ |
| 1   | Ford          | 18        | 1 329  |
| 2   | Toyota        | 9         | 1 258  |
| 3   | Chevrolet     | 9         | 1 232  |

Note : Il n'y a que les 16 premières places de chaque course qui rapportent des points.